# Piedra Coffin
La piedra Coffin (en inglés, Coffin Stone y traducido literalmente en español, «piedra ataúd»), también conocida como Coffin o Table Stone (literalmente «piedra mesa»), es una gran piedra sarsen al pie de la colina Blue Bell, cerca de Aylesford, en el condado de Kent, en el sureste de Inglaterra. Ahora yaciendo horizontalmente, la piedra probablemente una vez estuvo de pie. Varios arqueólogos han argumentado que la piedra era parte de un túmulo alargado, ahora destruido, construido en el IV milenio antes de Cristo, durante el período Neolítico inicial de Gran Bretaña.
Si en el sitio hubiera existido un túmulo alargado con cámara habría sido construido por comunidades de pastores poco después de la introducción de la agricultura en Gran Bretaña desde Europa continental. La construcción de túmulos alargados era una tradición arquitectónica generalizada en toda la Europa neolítica con variantes regionales localizadas; una de ellas está en la vecindad del río Medway, cuyos ejemplares se conocen como los megalitos de Medway. la piedra Coffin se encuentra en el lado este del río, no lejos de los túmulos alargados Little Kit's Coty House, Kit's Coty House y el (ahora destruido) megalito de Smythe. Otros tres ejemplos cercanos son los túmulos alargados Coldrum, Addington y Chestnuts, ubicados en el lado occidental del río.
La piedra es una losa paralelepipédica que se extiende sobre una superficie plana que mide 4,42 metros de largo, 2,59 metros de ancho y, aproximadamente, 0,61 metros de grosor. Dos piedras más pequeñas se encuentran cerca y otra losa grande ahora yace encima. En la década de 1830 se informó que los agricultores locales desenterraron huesos humanos próximos a la piedra. Una excavación arqueológica del sitio, dirigida por Paul Garwood, tuvo lugar entre 2008 y 2009 y descubrió que el megalito se colocó en su ubicación actual en el siglo XV o XVI. Los arqueólogos no encontraron evidencia de un túmulo alargado con cámara en el lugar, y sugirieron que la piedra Coffin alguna vez pudo haberse erguido en las proximidades.

## Ubicación

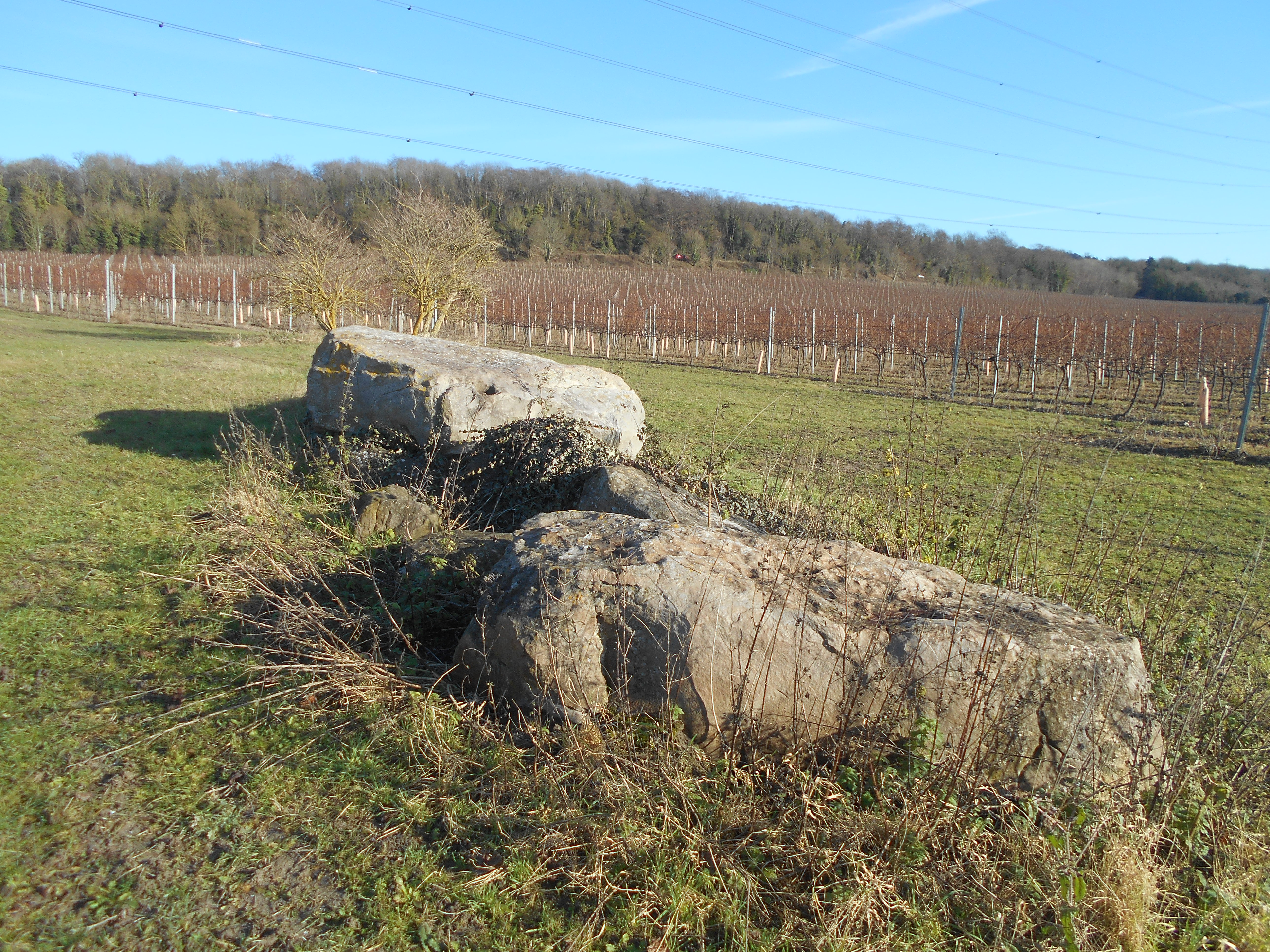
La piedra Coffin en el viñedo

La piedra Coffin está en la granja Great Tottington, que ahora se utiliza como viñedo. A partir de 2005, el sitio no estaba señalizado, pero se podía llegar a través de un montante a lo largo de Pilgrims' Way (literalmente, en español, «camino de los peregrinos»). Está situada a unos 400 metros al noroeste de Little Kit's Coty House, otro túmulo alargado con cámara. También está a poca distancia al norte del manantial de Tottington.

## Contexto
El Neolítico inicial fue un período revolucionario de la historia británica. Entre 4500 y 3800 a. C., vio un cambio generalizado en el estilo de vida a medida que las comunidades que vivían en las islas británicas adoptaron la agricultura como su forma principal de subsistencia, abandonando el estilo de vida cazador-recolector que había caracterizado el período Mesolítico anterior. Esto se produjo a través del contacto con las sociedades continentales. No está claro en qué medida esto se puede atribuir a la afluencia de migrantes o a los británicos mesolíticos indígenas que adoptan tecnologías agrícolas de Europa continental. La región de Kent actual era un área clave para la llegada de los colonos y visitantes continentales, debido a su posición en el estuario del río Támesis y su proximidad al continente.
Gran Bretaña estaba cubierta de bosques en gran medida en este período; la tala generalizada de las masas forestales no ocurrió en Kent hasta la Edad del Bronce final (c. 1000 a 700 a. C.). Los datos ambientales de la vecindad de la piedra White Horse, un monolito supuestamente prehistórico cerca del río Medway, respaldan la idea de que el área todavía estaba en gran parte cubierta de bosques, en el Neolítico inicial, poblados por robles, fresnos, avellanos, alisos y Maloideae (manzanas y similares). En la mayor parte de Gran Bretaña, hay poca evidencia de cultivo de cereales o viviendas permanentes de este período, lo que lleva a los arqueólogos a creer que la economía del Neolítico inicial en la isla era en gran parte pastoral, y dependía del pastoreo de ganado, con personas que vivían en una situación nómada o vida seminómada.

### Megalitos de Medway

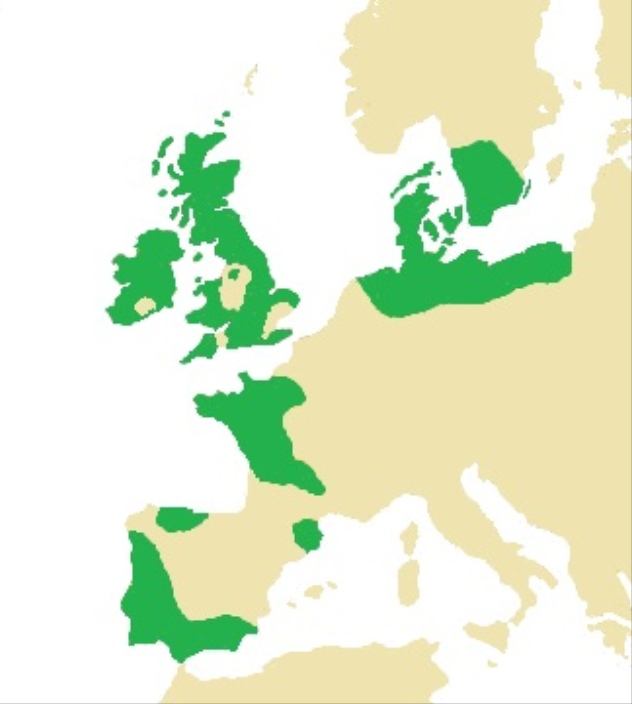
La construcción de túmulos alargados y monumentos funerarios similares tuvo lugar en varias partes de Europa, en verde, durante el Neolítico inicial.

En toda Europa occidental, el Neolítico inicial marcó el primer período en que los humanos construyeron estructuras monumentales. Estos incluían túmulos alargados con cámara, túmulos de tierra rectangulares u ovalados que tenían una cámara integrada en un extremo. Algunas de estas cámaras se construyeron con madera y otras con piedras grandes, ahora conocidas como megalitos. Los túmulos alargados a menudo servían como tumbas, que albergaban los restos físicos de los muertos dentro de su cámara. Los individuos rara vez fueron enterrados solos en el Neolítico inicial, en su lugar fueron enterrados en entierros colectivos con otros miembros de su comunidad. Durante el Neolítico inicial, desde el sudeste de la península ibérica hasta el sur de Suecia, se construyeron tumbas compartidas a lo largo de la costa de Europa occidental, que abarcaban la mayoría de las islas británicas. La tradición arquitectónica se introdujo en Gran Bretaña desde Europa continental en la primera mitad del cuarto milenio antes de Cristo. Hay edificios de piedra, como Göbekli Tepe, en la Turquía moderna, que los preceden en unos 5500 años,, pero los túmulos alargados constituyen la primera tradición generalizada de construcción de la humanidad con piedra.
Aunque ahora todo está en un estado ruinoso y no conserva su aspecto original, en el momento de la construcción, los megalitos de Medway habrían sido algunos de los monumentos funerarios del Neolítico inicial más grandes y visualmente más imponentes de Gran Bretaña. Agrupados a lo largo del río Medway a medida que atraviesa North Downs, constituyen el grupo más al sudeste de monumentos megalíticos en las islas británicas, y el único grupo megalítico en el este de Inglaterra. Los arqueólogos Brian Philp y Mike Dutto consideraron que los megalitos de Medway son «algunos de los sitios arqueológicos más interesantes y conocidos» en Kent, mientras que el arqueólogo Paul Ashbee los describió como «las estructuras más grandiosas e impresionantes de su especie en el sur de Inglaterra».
Los megalitos de Medway se pueden dividir en dos grupos separados: uno al oeste del río Medway y el otro en la colina Blue Bell al este, entre 8 y 10 kilómetros de distancia. El grupo occidental incluye los túmulos alargados de Coldrum, Addington y Chestnuts. El grupo oriental consiste en el megalito de Smythe, Kit's Coty House, Little Kit's Coty House y varias otras piedras que alguna vez pudieron haber sido parte de tumbas compartidas, especialmente la piedra White Horse. No se sabe si todos fueron construidos al mismo tiempo, y no se sabe si cada uno cumplió la misma función o si hubo una jerarquía en su uso.

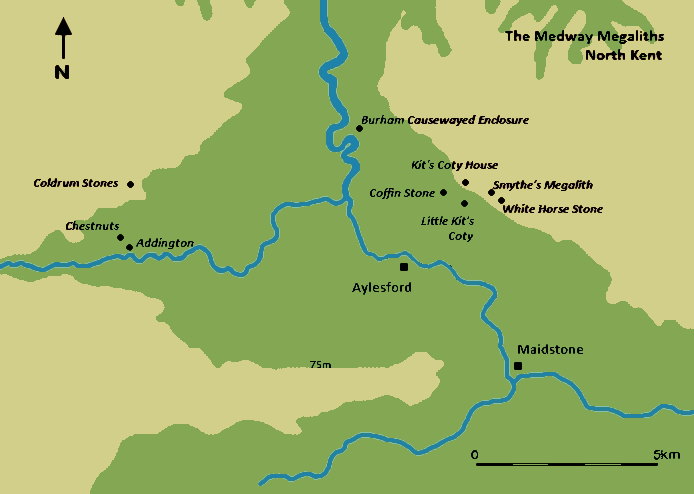
Mapa de los megalitos de Medway alrededor del río Medway. Los puntos negros indican la posición de los megalitos en ambas riberas del río.

Los túmulos alargados de Medway se conformaron al mismo plan de diseño general, y todos están alineados en un eje este a oeste. Cada uno tenía una cámara de piedra en el extremo este del montículo, y probablemente tenían una fachada de piedra que flanqueaba la entrada. Tenían alturas internas de hasta 3,0 metros, haciéndolos más altos que la mayoría de los otros túmulos alargados en Gran Bretaña. Las cámaras se construyeron a partir de arenisca sarsen, una piedra densa, dura y duradera que se encuentra naturalmente en todo Kent, formándose a partir de arena de la época del Eoceno. Los primeros constructores neolíticos habrían seleccionado bloques del área local, y luego los habrían transportado al sitio del monumento a erigir.
Estas características arquitectónicas comunes entre los megalitos de Medway indican una fuerte cohesión regional sin paralelos directos en otras partes de las islas británicas. Sin embargo, al igual que con otras agrupaciones regionales de túmulos alargados del inicio del Neolíticos, como el grupo Cotswold-Severn en el suroeste de Gran Bretaña, también hay varias idiosincrasias en los diferentes monumentos, como la forma rectilínea de Coldrum, la fachada de Chestnut Long Barrow y los montículos largos y delgados en Addington y Kit's Coty. Estas variaciones podrían haber sido causadas por la alteración y adaptación de las tumbas en el transcurso de su uso. En este escenario, los monumentos serían estructuras compuestas.
Los constructores de estos monumentos probablemente fueron influenciados por tumbas preexistentes que conocían. Se desconoce si esas personas habían crecido localmente o se habían mudado al área de Medway desde otro lugar. Basado en un análisis estilístico de su arquitectura, el arqueólogo Stuart Piggott pensó que el plan detrás de los megalitos de Medway se había originado en el área alrededor de los Países Bajos. Glyn Daniel pensó que su diseño derivaba de Escandinavia, John H. Evans pensó en Alemania, y Ronald F. Jessup sugirió una influencia del grupo Cotswold-Severn. Ashbee encontró que su agrupación cercana recordaba las tradiciones megalíticas del santuario de tumbas del norte de Europa continental, y enfatizó que los megalitos de Medway eran una manifestación regional de una tradición generalizada en toda la Europa neolítica inicial. Concluyó que un lugar de origen preciso era «imposible de indicar» con las evidencias disponibles.

## Descripción

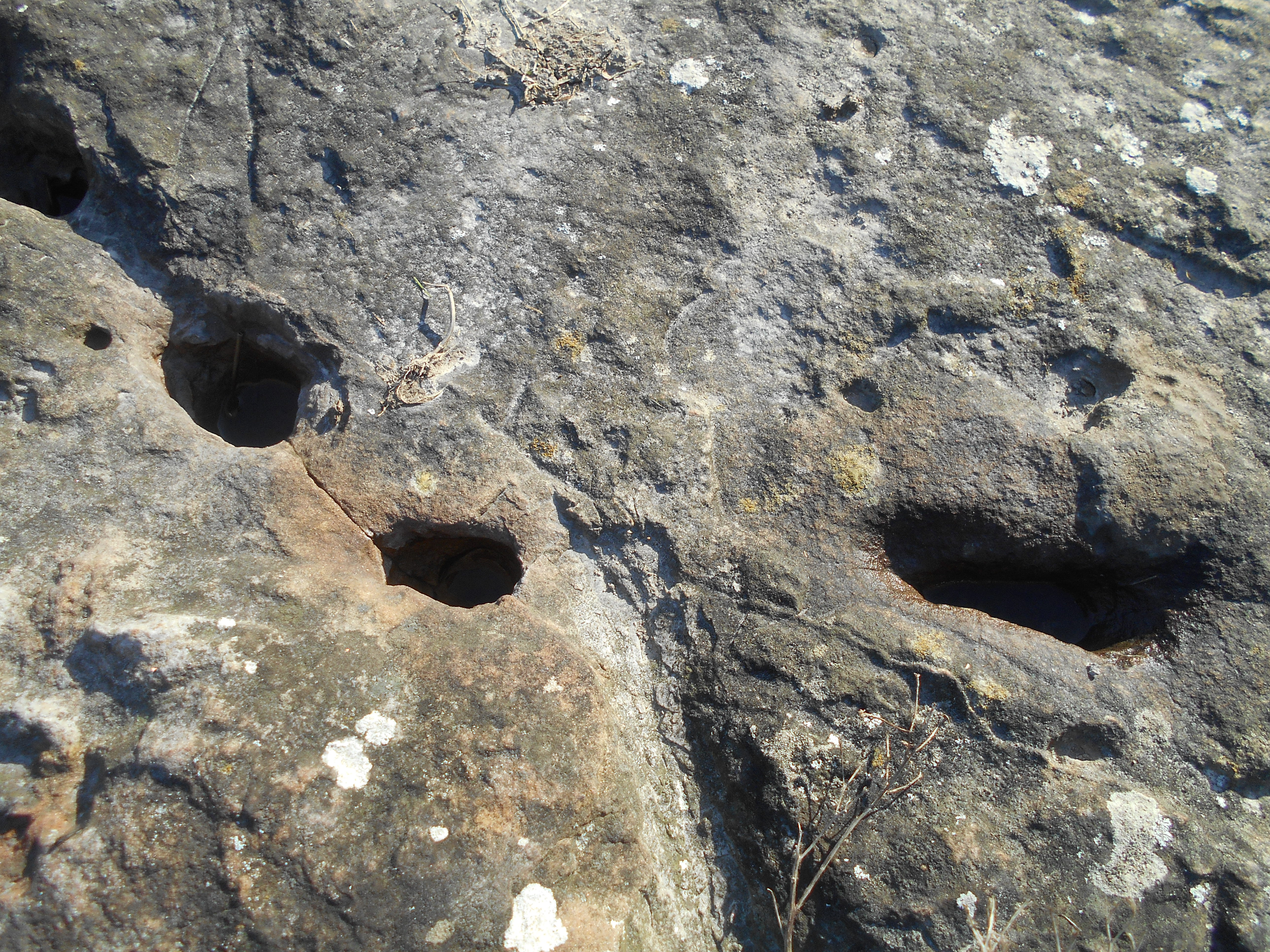
Detalle de la meteorización en la piedra Coffin

la piedra Coffin es una gran losa de base rectangular, en la década de 1870, se midió como 4,42 metros de longitud, 2,59 metros de ancho y aproximadamente 0,61 metros de grosor. El arqueólogo Timothy Champion sugirió que «Coffin Stone» era «un nombre apropiado» para el megalito dada su apariencia. Por el tamaño del megalito, es probable que, si hubiera sido parte de una cámara, el habitáculo podría haber medido hasta 3,75 metros de altura y hubiera sido el más grande de todos los megalitos de Medway conocidos. Puede haber habido una fachada de piedra frente a la cámara, y si hubiese sido así, estas pueden ser las piedras que ahora se encuentran en el manantial occidental de Tottington. En algún momento en el siglo XX, otra gran losa se colocó encima de la piedra.
Desde el punto de vista de Evans, el descubrimiento de restos humanos en el sitio en el siglo XIX «sugiere fuertemente» que la piedra Coffin era el remanente de un túmulo alargado con cámara destruido. Jessup estuvo de acuerdo, sugiriendo que «con toda probabilidad» era parte de tal monumento. Algunos arqueólogos han argumentado que la evidencia de un túmulo podría identificarse visiblemente; Ashbee señaló que un montículo era visible «en una forma muy reducida hasta la década de 1950, pero hoy en día [2005] apenas se puede atisbar». En 2007, Champion señaló que todavía se podía ver el rastro del montículo. Si esto alguna vez hubiera sido un túmulo alargado, entonces podría haber estado flanqueado por bordillos; varias piedras encontradas cerca pueden haber sido estos. Si hubiera habido un túmulo, es probable que zanjas hubieran flanqueado sus costados. La investigación arqueológica en la década de 2000 no encontró evidencia clara de que un túmulo alargado con cámara hubiera existido en el sitio.

## Investigación por anticuarios y arqueólogos

### Descripciones por anticuarios

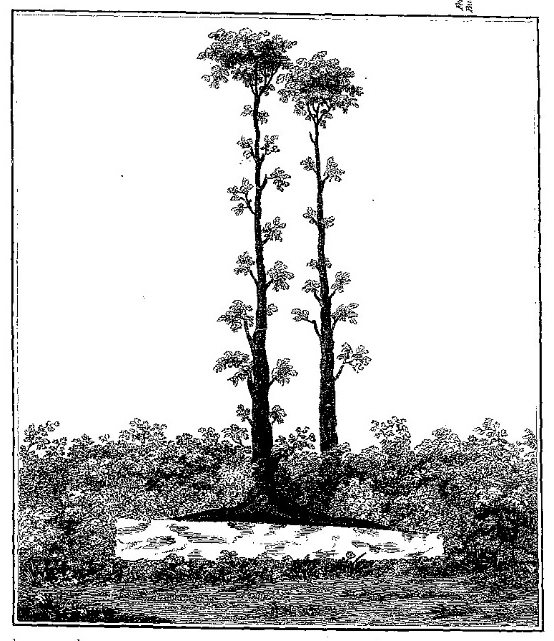
Ilustración de la piedra Coffin con un árbol que crece junto a ella y extendiendo sus raíces en su superficie; publicado en el libro póstumo de John Thorpe de 1788 Custumale Roffense

El anticuario William Stukeley había sido alertado del sitio por su amigo Hercules Ayleway, quien en una carta de 1722 le dijo a Stukeley «una gran piedra de 15 pies de largo, llamada Coffin».. En el mismo año visitó la zona y realizó la primera ilustración donde se ubica estato, si bien no fue publicado hasta años después de su muerte, en 1776, en el libro Itinerarium Curiosum. John Thorpe visitó el sitio y proporcionó dos ilustraciones del mismo; uno de ellos mostraba un delgado árbol que crecía alrededor de la piedra, y el otro un mapa de localización de la piedra y otras construcciones., además de una descripción; todo ello publicado a título póstumo por su hijo en un libro de 1788, Custumale Roffense. Thorpe creía que fue el mismo Stukeley quien lo bautizó como «coffin» ('ataúd').
Hacia 1840, el anticuario Beale Poste visitó el sitio y dibujó un boceto del mismo. En su manuscrito inédito sobre las antigüedades de Kent, informó que en 1838 o 1839 se recuperó un saco lleno de restos humanos cerca de la piedra Coffin. En 1871, Dunkin proporcionó una mención del sitio en The Reliquary. Relató que, además de ser conocido como «The Coffin», también era llamado «The Table Stone». Creía que una vez se había erguido en ese mismo lugar, representando «un monumento sepulcral o menhir de algún antiguo jefe británico». Dunkin registró que restos humanos —incluidos dos cráneos humanos, otros huesos y carbón— habían sido encontrados cerca durante la eliminación en 1836 de un seto que «ocultaba más de la mitad de la piedra». También anotó que se habían encontrado fragmentos de cerámica romana en las proximidades, y que los granjeros locales habían estado moviendo bloques sarsen al manantial adyacente: «Más de cincuenta bloques, grandes y pequeños, yacen sobre el lugar». En 1872, James Fergusson hizo referencia al sitio en su Rude Stone Monuments in All Countries; Their Age and Uses, refiriéndose a la presencia de «dos obeliscos, conocidos por los campesinos como "the coffin-stones", probablemente por su forma».
En 1893, el anticuario George Payne describió el monumento en su Collectanea Cantiana, señalando que localmente se conocía como la piedra Coffin y la piedra General. Ashbee más tarde sugirió que Payne estaba confundiendo la piedra Coffin con la piedra General, que era un megalito separado que se encontraba a varios cientos de metros de distancia, en el mismo campo que Kit's Coty House. En su publicación de 1924 sobre Kent, el arqueólogo Crawford, que trabajaba como oficial arqueológico para el Estudio de la Artillería, enumeró la piedra Coffin junto con los otros megalitos de Medway. En su libro de 1927, In Kentish Pilgrimland, William Coles Finch incluyó una lámina de la piedra Coffin. La fotografía mostraba a su hijo sobre ella y varios fragmentos rotos apilados en el extremo oriental del monumento. La imagen de Finch fue la primera fotografía publicada del megalito, y probablemente también fue la última representación publicada antes de que se colocara otra gran roca sarsen sobre ella. Finch midió la piedra y descubrió que era más ancha de lo que Thorpe había informado, y también tomó nota del daño y las roturas por el arado. En un artículo de 1946 sobre el folklore que involucra a los megalitos de Medway, Evans observó que la piedra Coffin, como varias otras construcciones megalíticas en el área, se asoció con un entierro después de la Batalla de Aylesford del siglo V. La idea de que uno o más de estos monumentos habían estado relacionados con la batalla fue discutida por primera vez por los primeros anticuarios modernos, antes de ingresar al folklore local.

### Investigación arqueológica

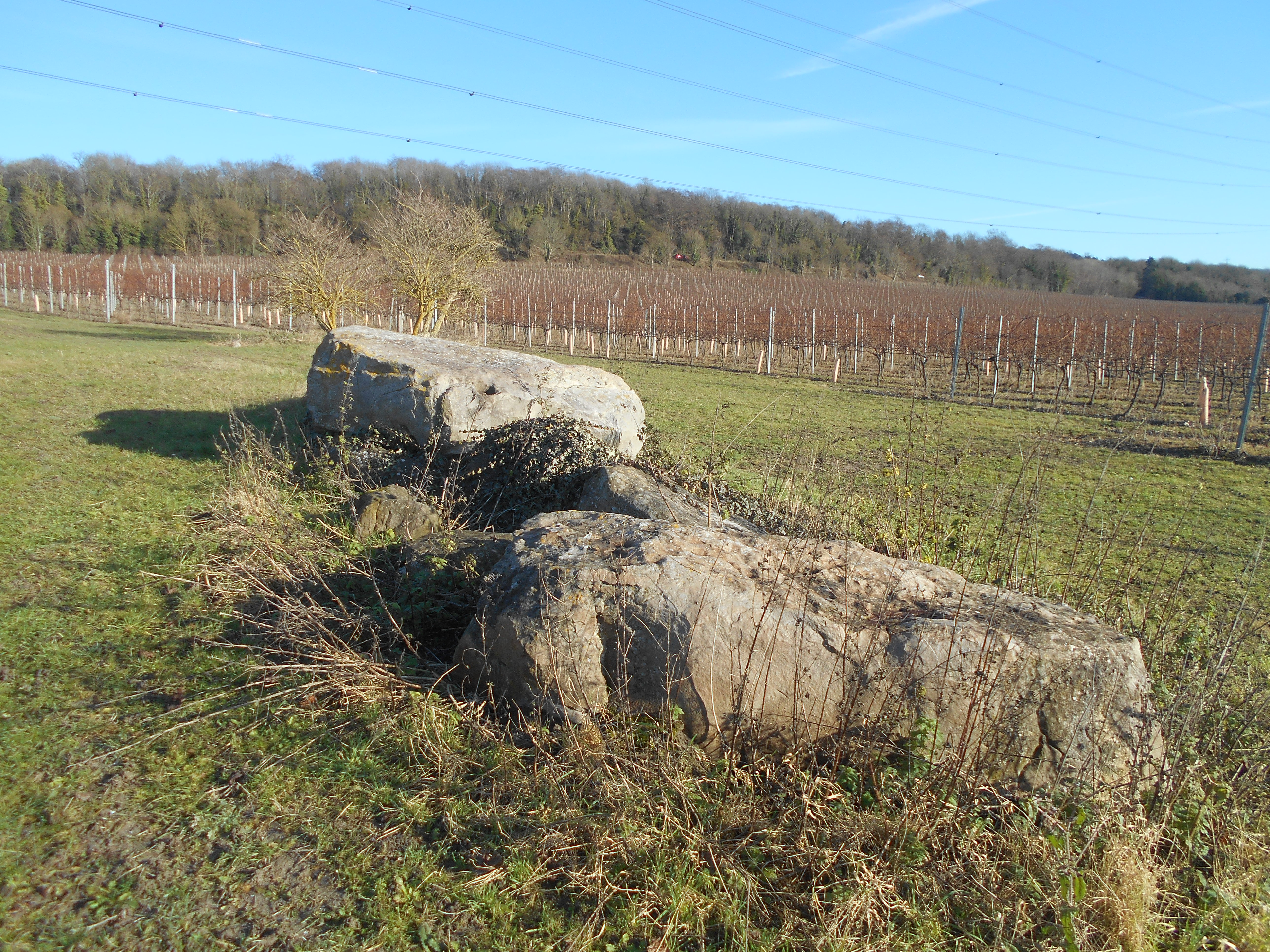
la piedra Coffin con la colina Blue Bell al fondo

En 2005, Ashbee señaló que había planteado la cuestión de la preservación del sitio con English Heritage y que su representante le había informado que no contemplaban la protección legal porque consideraban que era un objeto natural. La idea de que la piedra podría haber sido natural había sido expresada previamente por el arqueólogo Glyn Daniel en su visita al sitio. Ashbee comentó que «sin embargo, durante mucho tiempo se ha manifestado que English Heritage está más preocupado por la comercialización que por brindar una protección adecuada a nuestros monumentos nacionales».
Ashbee señaló que cualquier evidencia de una tumba con cámara en el sitio podría determinarse a través de la geofísica o la excavación. Dirigido por el arqueólogo Paul Garwood, un programa de estudios de campo, investigación geofísica y excavaciones se llevó a cabo en el sitio como parte del Proyecto de Paisajes Prehistóricos del Valle de Medway durante 2008 y 2009. Este encontró evidencias de actividad prehistórica en las cercanías del megalito, pero no pudo fechar con precisión estas características arqueológicas. Los investigadores establecieron que no había evidencia de que un túmulo alargado con cámarara hubiera existido allí. Determinaron que la piedra había sido trasladada a su ubicación actual en algún momento del período posmedieval (1450 a 1600). Había un gran hueco en la creta cercana, similar al encontrado por los excavadores cerca de Cuckoo Stone en Wiltshire. Los arqueólogos interpretaron esto como un hueco de extracción, sugiriendo que la piedra Coffin había estado de pie alguna vez en ese lugar.

## Conservación
Cuando la MPPA la visitó en 1989, la piedra estaba en buenas condiciones, situada en el borde de un campo arado dentro de una franja de tierra sin cultivar, si bien se dudó, en el informe, entre el origen natural o arqueológico.